# Dario Rubén Quintana
Dario Rubén Quintana Muñiz OAR (ur. 4 lutego 1971 w Buenos Aires) – argentyński duchowny katolicki, biskup pomocniczy Mar del Plata w latach 2019–2022, biskup-prałat Cafayate od 2022.

## Życiorys
Święcenia kapłańskie przyjął 17 maja 1997 w zakonie augustianów rekolektów. Pracował głównie w zakonnych parafiach, był także m.in. rektorem Kolegium św. Józefa w San Martin, a także przełożonym zakonnego seminarium.
5 listopada 2019 papież Franciszek mianował go biskupem pomocniczym diecezji Mar del Plata oraz biskupem tytularnym Bavagaliana. Sakry udzielił mu 28 grudnia 2019 biskup Gabriel Mestre. 
21 kwietnia 2022 papież Franciszek mianował go ordynariuszem prałatury terytorialnej Cafayate.